# Luis Humberto Salgado
Luis Humberto Salgado (* 10. Dezember 1903 in Cayambe; † 11. Dezember 1977 in Quito) war ein ecuadorianischer Komponist und Pianist.

## Leben
Salgado studierte bis 1925 am Konservatorium von Quito, wo er von 1934 bis 1952 als Leiter und Professor wirkte. Danach lebte er als freier Komponist.
Er komponierte vier Opern, eine Operette, ein Melodram und mehrere Ballette, neun Sinfonien und zwei sinfonische Dichtung, drei Klavierkonzerte, ein Violin- und ein Bratschenkonzert, kammermusikalische Werke, Klavierstücke und Chorwerke.

## Werke
- Suite Atahualpa o el ocaso de un imperio für Sinfonieorchester, 1933
- Canto de libertad, 1936
- Cumandá (Oper), 1940–1954
- Alma nativa, 1945
- Primera sinfonía ecuatoriana, 1945–1949
- El amaño (Ballett), 1947;
- Qué lindo es el cariño, 1947
- Quiteño de Quito, 1949
- Homenaje a la danza criolla (sinfonische Dichtung), 1959
- Aidita (canción de cuna), 1961
- El páramo:preludio andino ecuatoriano; Ferviente anhelo, 1969
- Sanjuanito futurista: Microdanza para piano
- Variaciones en estilo folklórico
- La ñusta